# Caitlin O'Connor
Pour les articles homonymes, voir Caitlin et O'Connor.
Caitlin O'Connor, née le 3 août 1990 à Los Angeles, est une actrice et productrice américaine.

## Filmographie

### Comme actrice
- 2008 : Factory (série télévisée) : la fille bien bâtie
- 2009 : Toy Boy (Spread) : la fille en bikini
- 2009 : Don't Let Her Pull You Down (court métrage) : la zombie
- 2010 : Crazy on the Outside : la fan de Baseball
- 2011 : Entourage (série télévisée) : l'hôtesse de l'air
- 2011 : Neighbros (téléfilm) : la lesbienne #1
- 2011 : Be Who You Are (court métrage) : l'étudiante en internat
- 2012 : The Wolf (court métrage) : Jen
- 2012 : The Pretty Reckless: You (court métrage vidéo) : Taylor
- 2012 : Howard Cantour.com (court métrage) : la concessionaire
- 2012 : October 31 (court métrage) : la vampyre
- 2013 : The Neighbors (série télévisée)
- 2013 : Heaven & Earth: No Money No Love (court métrage vidéo) : Bunny
- 2013 : Tumbleweed (mini-série) : Mirabelle
- 2013 : 7 Lives Exposed (série télévisée) : Jasmine (3 épisodes)
- 2013 : Key and Peele (série télévisée) : Samantha
- 2013-2014 : Kroll Show (série télévisée) (2 épisodes)
- 2014 : How to Be an Actress in LA (court métrage) : la fille sexy
- 2015 : Mon oncle Charlie (Two and a Half Men) (série télévisée) : la jolie fille #1
- 2015 : Comedy Bang! Bang! (série télévisée) : la fille de rêve #2
- 2015 : La Rage au ventre (Southpaw) : la fille care postale
- 2015 : The Slice (téléfilm) : sœur Theresa
- 2012-2016 : Tosh.0 (série télévisée) : Caitlin (3 épisodes)
- 2016 : I Had a Bloody Good Time at House Harker : Cindy Lou
- 2017 : American Satan : Raven
- 2017 : Dr. Woofenberg (série télévisée) : Joanna
- 2018 : Rideshare : Susie
- 2018 : Glass Jaw : Mae Austin
- 2017-2018 : The Chunky Zeta (série télévisée) : Kady (5 épisodes)
- 2018 : Style Sector (nini-série)
- 2018 : Foodz (nini-série)
- 2012-2019 : Comedy Sketch TV Time, Okay? (série télévisée) (6 épisodes)
- 2019 : Addicted to You : Paige
- 2019 : Solve (série télévisée) : Hanna
- 2019 : Claire (court métrage) : Claire
- 2019 : The Astrid Experience : Brianna
- 2019 : Lusitania3D : Bonny Kate

### Comme productrice
- 2016 : Lydia Kelly: Falling (court métrage vidéo)
- 2018 : Claire (court métrage)
- 2018 : Electric Love
- 2018 : Rideshare
- 2018 : Glass Jaw